# Anne Cica Adjaï
Anne Cica Adjaï est une femme politique béninoise née en juillet 1955 et décédée le mercredi 10 mai 2023 des suites d'un accident de circulation de route.

## Biographie

### Formation
Anne Cica Adjaï est économiste et contrôleur de gestion et fait ses études universitaire a l'université l'Université d'Abomey-Calavi  au Bénin.

### Engagement civique
Anne Cica Adjaï est une femme connue au Bénin. Le 19 septembre 1996 par décret, elle est nommée conseillère technique du président de la république du Bénin d'alors, Mathieu Kérékou, chargée de la moralisation de la vie publique. Par ce biais, elle prend la tête de la cellule de moralisation de vie publique et cela pendant dix années, de 1996 à 2006,. Son rôle se cantonne donc à lutter contre la corruption et à dénoncer tous les actes de corruption constatés par son équipe et elle. Elle apparait très souvent à la télévision pour interpeller nommément les hommes politiques. Ainsi, pendant cette décennie, elle est détestée par les personnalités politiques du Bénin mais conserve la confiance du chef de l’État.

### Engagement politique
Militante pendant des années dans au sein du parti  de l’union Nationale pour la démocratie et le progrès (UNDP), un parti partenaire de la mouvance présidentielle pendant le régime du président Mathieu Kérékou, Elle devient secrétaire générale du cadre de concertation de la majorité plurielle, une initiative conçue pour fédérer un maximum de partis politiques, d’associations et de mouvements autour de la présidence de Boni Yayi. Néanmoins, en 2011, lors de l’élection présidentielle, elle a pris une position inattendue en soutenant un candidat différent du président sortant.
Après la réélection du président Boni Yayi 2011, elle est nommée au poste de chargée de mission u Médiateur de la République dirigé à l’époque par Albert Tévoédjrè. En 2011, elle est candidates à l’élections législatives sur la liste de l’alliance G13 Baobab dans la 15è circonscription électorale.

## Décès et hommages
Elle décède le mercredi 10 mai 2023 au centre national hospitalier et universitaire Hubert Koutoucou Maga (CNHU-HKM) de Cotonou dans un accident de circulation hospitalisée des suites d’un accident qui s'est produit le dimanche 30 avril 2023 à Zè en compagnie de son mari.Elle est inhumée le jeudi 22 juin 2023 à Ouidah au Bénin.